# Juan Carlos Ferrero
Juan Carlos Ferrero Donat (* 12. Februar 1980 in Ontinyent) ist ein ehemaliger spanischer Tennisspieler und heutiger -trainer. Er war 2003 sieben Wochen lang die Nummer 1 der Weltrangliste. Sein größter Erfolg gelang ihm mit dem Gewinn der French Open 2003. Seit 2018 agiert er als Trainer von Carlos Alcaraz.

## Karriere
Ferrero wurde 1998 Profi. 1999 gewann er auf Mallorca sein erstes ATP-Turnier. Im Jahr 2000 erreichte er erstmals das Halbfinale der French Open, in dem er dem späteren Sieger Gustavo Kuerten in fünf Sätzen unterlag. Er zog in zwei weitere Endspiele ein, die er ebenfalls verlor.
2001 gewann Ferrero das Masters-Turnier in Rom. Anschließend stieß er erneut ins Halbfinale der French Open vor, wo er wiederum Kuerten unterlag, diesmal in drei Sätzen. Außerdem gewann er die Barcelona Open Banco Sabadell, die Estoril Open sowie die Barclays Dubai Tennis Championships und erreichte noch zweimal ein Finale, u. a. bei den German Open in Hamburg.
2002 gewann Ferrero das Monte Carlo Masters sowie die Salem Open in Hongkong. Außerdem erreichte er erstmals das Finale der French Open, unterlag dort jedoch seinem Landsmann Albert Costa. Ferrero stand am Jahresende im Endspiel der ATP World Tour Finals in Shanghai, wo er dem Weltranglistenersten Lleyton Hewitt in fünf Sätzen unterlag.
2003 wurde das erfolgreichste Jahr in Ferreros Karriere. Er verteidigte seinen Titel in Monte Carlo und gewann anschließend erstmals die French Open. Daneben konnte er Turniersiege bei den Madrid Masters und den Open de Tenis Comunidad Valenciana sowie Finalteilnahmen in Bangkok und Sydney feiern. Im September erreichte er zudem das Finale der US Open. Trotz der klaren Niederlage gegen Andy Roddick war Ferrero damit die Nummer 1 der Welt. Er musste die Spitzenposition aber noch vor Ende des Jahres an Roddick abgeben.
Fünf Jahre lang blieben größere Erfolge aus, abgesehen von sechs Finalteilnahmen, u. a. beim Cincinnati Masters. Erst im April 2009 konnte Ferrero wieder einen Sieg verbuchen, beim Turnier in Casablanca. Außerdem erreichte er im Juli das Finale von Umag, das er allerdings glatt mit 3:6 und 0:6 gegen Nikolai Dawydenko verlor.
2010 gewann Ferrero im Februar die beiden ATP-Turniere in Brasilien und Buenos Aires, seine Titel Nummer 13 und 14 auf der ATP World Tour. Auch beim folgenden Turnier in Acapulco erreichte er das Finale, wurde dort jedoch von seinem Landsmann David Ferrer gestoppt (3:6, 6:3 und 1:6).
Bei seiner – verletzungsbedingt – erst dritten Turnierteilnahme im Jahr 2011 gewann Ferrero am 17. Juli den Titel auf dem Stuttgarter Weißenhof. Bei seinem Endspielsieg (6:4, 6:0) ließ er Landsmann Pablo Andújar kaum eine Chance.
Am 12. September 2012 gab Ferrero bekannt, dass er nach seinem Heimturnier in Valencia vom Profitennis zurücktreten werde. Am 23. Oktober 2012 schied er in seiner Auftaktpartie gegen Landsmann Nicolás Almagro aus, womit seine Karriere beendet war.
Von Juli 2017 bis März 2018 agierte er als Trainer von Alexander Zverev.
Seit 2018 ist er als Trainer von Carlos Alcaraz tätig, führte ihn 2022 zum Sieg der US Open und machte Alcaraz damit zur jüngsten Nummer 1 der ATP-Weltrangliste.

## Spielweise
Ferreros Spitzname „Moskito“ nimmt Bezug auf seine überragende Vorhand, mit der er blitzschnell „zustechen“ und das Spiel diktieren konnte. Ferrero war ein ausgesprochener Sandplatzspezialist, jedoch auch auf Hartplatz stark, wie seine Finalteilnahme bei den US Open im Jahr 2003 belegt.

## Erfolge
| Legende (Anzahl der Siege)                           |
| Grand Slam (1)                                       |
| Tennis Masters Cup                                   |
| ATP Masters Series ATP World Tour Masters 1000 (4)   |
| ATP International Series Gold ATP World Tour 500 (2) |
| ATP International Series ATP World Tour 250 (9)      |
| ATP Challenger Tour (2)                              |

| Titel nach Belag |
| Sand (13)        |
| Hartplatz (3)    |
| Rasen (0)        |

### Einzel

#### Turniersiege

##### ATP Tour
| Nr. | Datum              | Turnier         | Belag         | Finalgegner       | Ergebnis                |
| --- | ------------------ | --------------- | ------------- | ----------------- | ----------------------- |
| 1.  | 13. September 1999 | Mallorca        | Sand          | Àlex Corretja     | 2:6, 7:5, 6:3           |
| 2.  | 4. Februar 2001    | Dubai           | Hartplatz     | Marat Safin       | 6:2, 3:1 aufgg.         |
| 3.  | 9. April 2001      | Estoril         | Sand          | Félix Mantilla    | 7:63, 4:6, 6:3          |
| 4.  | 23. April 2001     | Barcelona       | Sand          | Carlos Moyá       | 4:6, 7:5, 6:3, 3:6, 7:5 |
| 5.  | 7. Mai 2001        | Rom             | Sand          | Gustavo Kuerten   | 3:6, 6:1, 2:6, 6:4, 6:2 |
| 6.  | 15. April 2002     | Monte Carlo (1) | Sand          | Carlos Moyá       | 7:5, 6:3, 6:4           |
| 7.  | 23. September 2002 | Hongkong        | Hartplatz     | Carlos Moyá       | 6:3, 1:6, 7:64          |
| 8.  | 14. April 2003     | Monte Carlo (2) | Sand          | Guillermo Coria   | 6:2, 6:2                |
| 9.  | 28. April 2003     | Valencia        | Sand          | Christophe Rochus | 6:2, 6:4                |
| 10. | 26. Mai 2003       | French Open     | Sand          | Martin Verkerk    | 6:1, 6:3, 6:2           |
| 11. | 13. Oktober 2003   | Madrid          | Hartplatz (i) | Nicolás Massú     | 6.3, 6:4, 6:3           |
| 12. | 12. April 2009     | Casablanca      | Sand          | Florent Serra     | 6:4, 7:5                |
| 13. | 14. Februar 2010   | Costa do Sauípe | Sand          | Łukasz Kubot      | 6:1, 6:0                |
| 14. | 21. Februar 2010   | Buenos Aires    | Sand          | David Ferrer      | 5:7, 6:4, 6:3           |
| 15. | 1. August 2010     | Umag            | Sand          | Potito Starace    | 6:4, 6:4                |
| 16. | 17. Juli 2011      | Stuttgart       | Sand          | Pablo Andújar     | 6:4, 6:0                |

##### Challenger Tour
| Nr. | Datum          | Turnier | Belag | Finalgegner        | Ergebnis      |
| --- | -------------- | ------- | ----- | ------------------ | ------------- |
| 1.  | 11. April 1999 | Neapel  | Sand  | Juan Albert Viloca | 3:6, 7:6, 6:1 |
| 2.  | 13. Juni 1999  | Maia    | Sand  | Mariano Hood       | 6:3, 5:7, 6:3 |

#### Finalteilnahmen
| Nr. | Datum              | Turnier         | Belag         | Finalgegner           | Ergebnis                 |
| --- | ------------------ | --------------- | ------------- | --------------------- | ------------------------ |
| 1.  | 14. Februar 2000   | Dubai           | Hartplatz     | Nicolas Kiefer        | 5:7, 6:4, 3:6            |
| 2.  | 24. April 2000     | Barcelona (1)   | Sand          | Marat Safin           | 3:6, 3:6, 4:6            |
| 3.  | 21. Mai 2001       | Hamburg         | Sand          | Albert Portas         | 6:4, 2:6, 6:0, 6:75, 5:7 |
| 4.  | 16. Juli 2001      | Gstaad          | Sand          | Jiří Novák            | 1:6, 7:65, 5:7           |
| 5.  | 10. Juni 2002      | French Open     | Sand          | Albert Costa          | 1:6, 0:6, 6:4, 3:6       |
| 6.  | 29. Juli 2002      | Kitzbühel       | Sand          | Àlex Corretja         | 4:6, 1:6, 3:6            |
| 7.  | 18. November 2002  | Shanghai        | Hartplatz (i) | Lleyton Hewitt        | 5:7, 5:7, 6:2, 6:2, 4:6  |
| 8.  | 13. Januar 2003    | Sydney          | Hartplatz     | Lee Hyung-taik        | 6:4, 6:76, 6:74          |
| 9.  | 8. September 2003  | US Open         | Hartplatz     | Andy Roddick          | 3:6, 6:72, 3:6           |
| 10. | 29. September 2003 | Bangkok         | Hartplatz (i) | Taylor Dent           | 3:6, 6:75                |
| 11. | 23. Februar 2004   | Rotterdam       | Hartplatz (i) | Lleyton Hewitt        | 7:61, 5:7, 4:6           |
| 12. | 25. April 2005     | Barcelona (2)   | Sand          | Rafael Nadal          | 1:6, 6:74, 3:6           |
| 13. | 17. Oktober 2005   | Wien            | Hartplatz (i) | Ivan Ljubičić         | 2:6, 4:6, 6:75           |
| 14. | 21. August 2006    | Cincinnati      | Hartplatz     | Andy Roddick          | 3:6, 4:6                 |
| 15. | 19. Februar 2007   | Costa do Sauípe | Sand          | Guillermo Cañas       | 6:74, 2:6                |
| 16. | 12. Januar 2008    | Auckland        | Hartplatz     | Philipp Kohlschreiber | 6:74, 5:7                |
| 17. | 2. August 2009     | Umag            | Sand          | Nikolai Dawydenko     | 3:6, 0:6                 |
| 18. | 27. Februar 2010   | Acapulco        | Sand          | David Ferrer          | 3:6, 6:3, 1:6            |